# Петербургский, Александр Васильевич
Александр Васильевич Петербургский (11 сентября 1904, Дубровно в Витебской области Белоруссии — 19 мая 1991, Москва) — советский доктор сельскохозяйственных наук, заслуженный деятель науки РСФСР, профессор ТСХА. Ученик и последователь Д. Н. Прянишникова. Внес значимый вклад в исследование баланса и круговорота минеральных веществ с целью обеспечения оптимального питания растений, восстановления плодородия почв и исключения отрицательного воздействия необдуманной химизации. Автор многочисленных научных работ. Его книги «Обменное поглощение в почве и усвоение растениями питательных веществ» (1959), «Круговорот и баланс питательных веществ в земледелии» (1979) и «Агрохимия и успехи современного земледелия» (1989) признаны классическими в рационализации применения удобрений в сельском хозяйстве.

## Биография

### Рождение и ранние годы
А. В. Петербургский родился 11 сентября 1904 года в местечке Дубровно Витебской области. Рано потеряв отца, 11-летним ребёнком начал трудовую деятельность, сначала сезонным рабочим в помещичьей усадьбе, а после революции в совхозе «Горщевщина». После успешного окончания школы, по профсоюзной путевке, в 1921 году уехал из поселка Дубровно в Москву, работал и одновременно учился на рабфаке. В 1922 году поступил в Петровскую сельскохозяйственную академию на факультет растениеводства. В 1928—1939 годы работал во Всесоюзном центральном научно-исследовательском институте сахарной промышленности (ЦИНС), сначала научным сотрудником, а затем заведующим отделом агрохимии.

### Научная и педагогическая деятельность
С 1929 года А. В. Петербургский совмещал научную работу с преподавательской деятельностью, работает преподавателем и заведующим кафедрой полеводства в Высшей колхозной школе, в Коммунистическом сельскохозяйственном университете им. Я. М. Свердлова.

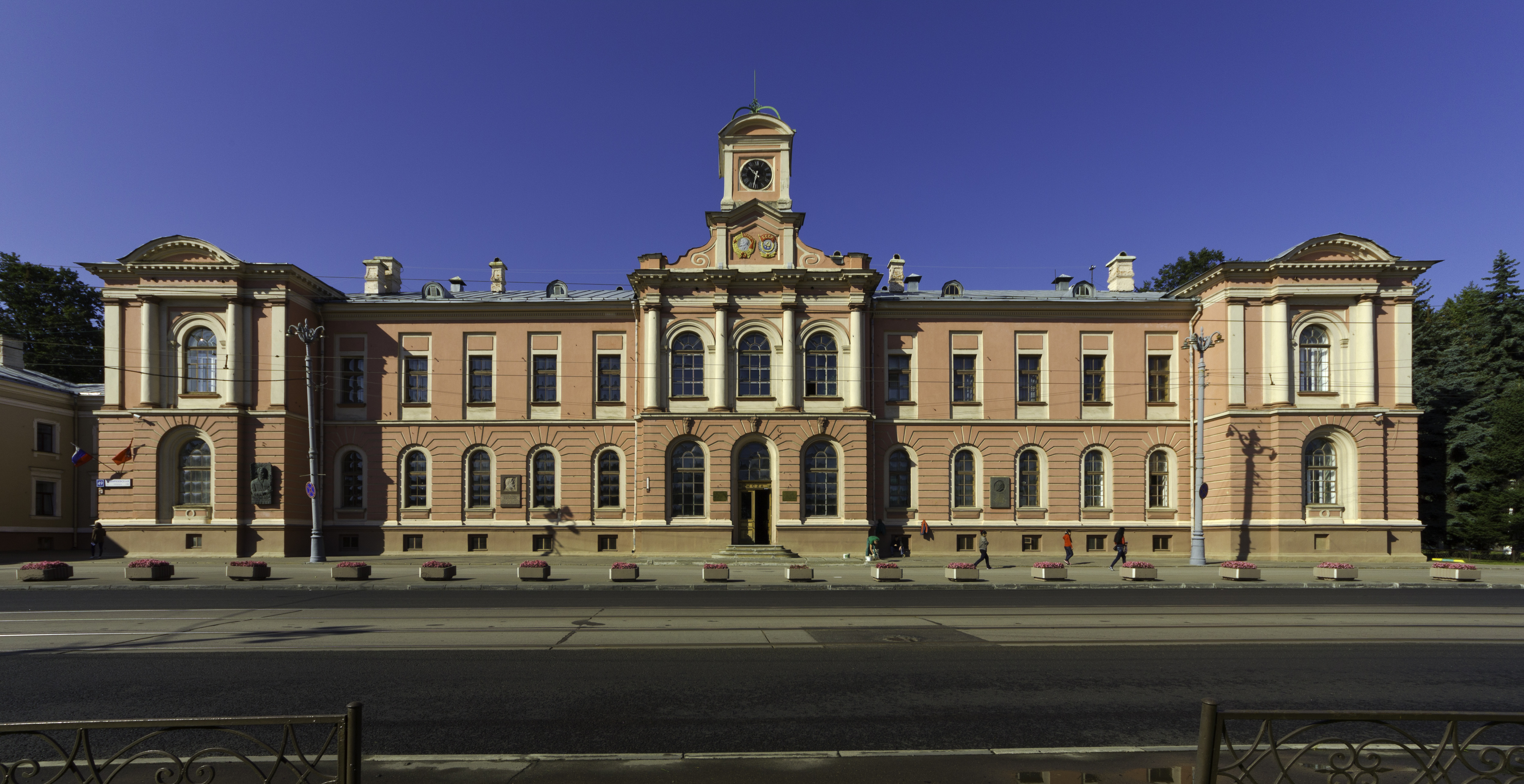
Петровская сельскохозяйственная академия

С 1942 года его научная деятельность связана с Тимирязевской сельскохозяйственной академией (ТСХА) и организованной по инициативе академика Д. Н. Прянишникова в 1928 году кафедрой агрономической и биологической химии. До открытия этой кафедры российские агрохимические научные и педагогические кадры формировались под руководством Д. Н. Прянишникова на кафедре частного земледелия (растениеводства) Московского сельскохозяйственного института (в 1917 году восстановлено прежнее название — Петровская сельскохозяйственная академия), которую он возглавлял с 1895 по 1928 годы. Специализируясь на агрономической химии и культуре сахарной свеклы, А. В. Петербургский студентом провел в лаборатории Д. Н. Прянишникова свою первую научную работу по влиянию стимуляции на развитие сахарной свеклы.

Александр Васильевич вспоминал: 
... Большим счастьем своей жизни я считаю, что более двух десятилетий работал в Тимирязевской сельскохозяйственной академии под руководством Прянишникова. Еще студентом выполнял в его лаборатории дипломную работу, вскоре после окончания академии был приглашен им на должность младшего научного сотрудника и затем стал преподавателем созданной в 1928 году кафедры агрохимии... В 1930 году в Ленинграде и потом в Москве проходил второй Международный конгресс почвоведов (в котором по традиции всегда принимали активное участие агрохимики). Д. Н. Прянишников делал доклад на пленарном заседании о роли почвенного фактора для обоснования доз и сочетаний питательных элементов в удобрениях.... При появлении на трибуне убеленного сединами известного всему ученому миру докладчика делегаты и гости конгресса встали. Я был среди них и не заметил подобного внимания к другим участникам конгресса....
Под руководством Д. Н. Прянишникова провёл оригинальные исследования влияния кислотности почвы на сахарную свеклу и другие культуры и по их итогам защитил в 1935 году кандидатскую диссертацию. С 1929 года совмещал научную работу с преподавательской деятельностью. С 1939 года А. В. Петербургский — доцент, а затем и профессор кафедры агрохимии Всесоюзной академии социалистического земледелия.
Как лучший ученик Д. Н. Прянишникова, А. В. Петербургский в качестве секретаря юбилейной комиссии выступил с обзором приветствий и поздравлений юбиляру на торжественном заседании 17 ноября 1945 года, организованным Академией Наук СССР совместно с ТСХА и МГУ в честь 80-летия Д. Н. Прянишникова и подготовил к печати сборник статей, посвященных трудам юбиляра. К сожалению, он вышел в свет уже после кончины Прянишникова.
А. В. Петербургский, находившийся под впечатлением от личности Д. Н. Прянишникова с момента услышанной в 1922 году лекции и в дальнейшем от совместной научной и преподавательской деятельности, опубликовал значительное число работ о жизни и научно-организационной деятельности основателя отечественной агрохимической школы и его вкладе в развитие отечественного земледелия, являлся составителем и автором вступительных статей нескольких изданий избранных трудов учёного. Как педагог, А. В. Петербургский руководствовался примером и заветами Д. Н. Прянишникова, который противился проявлениями шаблонности в учебном процессе, настаивал на развитии инициативы и трудолюбия, способности увязать теорию и практику, подчеркивая, что учёный, сумевший оставить заметный след в избранной научной, добивается этого благодаря «не только своим способностям, но и своей работоспособности…». Подчёркивая авторитет своего учителя, А. В. Петербургский писал о важности переиздания его воспоминаний: «Это не только автобиография и характеристика эпохи, но и советы мудрого наставника молодёжи, идущей в науку».
В 1954—1976 годы А. В. Петербургский был профессором кафедры агрохимии ТСХА и принимал деятельное участие в исследованиях по следующим основным направлениям:
- азотное питание растений при внесении удобрений, баланс азота в земледелии и изучение путей его трансформации в системе «почва-растение-окружающая среда»;
- теория и практика рационального применения азотных, фосфорных, калийных, органических удобрений и химической мелиорации почв[15];
- изучение содержания, физиологической роли микроэлементов для сельскохозяйственных растений и эффективности применения микроудобрений;
- методика агрохимических исследований.

В 1948 году прошла так называемая августовская сессия ВАСХНИЛ, на которой Т. Д. Лысенко разгромил крупнейшее направление в биологии — хромосомную теорию наследственности. Последствия августовской сессии всем известны. Начались гонения на противников Т. Д. Лысенко и В. Р. Вильямса. Был уволен и ректор Тимирязевской академии академик В. С. Немчинов. Выпускник агрохимического факультета Жорес Медведев, уволенный из Никитского ботанического сада за выступление с критикой лысенковских «научных» методов, позднее вспоминал: 
...Что делать? Сел на поезд и вернулся в Тимирязевку. Думал — тут найду работу по душе. Хотя и здесь уже хозяйничал Лысенко, но всё же были приличные люди на кафедре агрохимии...
Т. Д. Лысенко в эти годы активно вмешивался в агрохимию, выдвигая собственную теорию питания растений и собственные способы удобрения, которые были подвергнуты резкой критике со стороны ряда агрохимиков.
По воспоминаниям радиохимика, преподавателя ТСХА, В. В. Рачинского
… многие ученые академии, видимо, боясь репрессий или преследования, вели себя непорядочно. Многие переметнулись на сторону Т. Д. Лысенко... Они стали подыгрывать лысенковщине. Непримиримым противником лысенковщины остался профессор А. В. Петербургский.

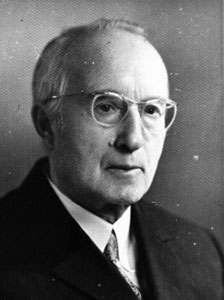
Профессор Александр Васильевич Петербургский

В 1953 году, обобщив материалы своих исследований в фундаментальном труде «Усвоение растениями калия и других ионов из адсорбированного состояния», Александр Васильевич защитил его в качестве докторской диссертации. В 1955 году этот труд был отмечен премией имени Д. Н. Прянишникова.
В 1955 году А. В. Петербургский подписал письмо с критикой роли президента ВАСХНИЛ Лысенко в сельскохозяйственной науке и «разоблачением бесплодности его системы органо-минеральных удобрений и ошибочности её теоретического обоснования», направленного в Президиум ЦК КПСС группой 26 почвоведов, агрохимиков и агрономов.
В течение ряда лет на факультете агрохимии и почвоведения А. В. Петербургский продолжал читать лекции по общему курсу агрохимии, по методике агрохимических исследований. Являлся энтузиастом и активным пропагандистом применения удобрений только на основе регулярных анализов почвы специализированными лабораториями государственной агрохимической службы для полного исключения непродуманного использовании химических средств в земледелии. Настойчиво напоминал слова Д. Н. Прянишникова, который писал, что «недостаток знаний нельзя заменить избытком удобрений». Голос популяризатора достижений агрохимии профессора А. В. Петербургского звучал в передачах Всесоюзного радио. В 1964 году фирма «Мелодия» выпустила подготовленную правлением Всесоюзного общества «Знание» пластику с  записью лекции А. В. Петербургского «Агрономическая химия. Удобрения и урожай».
Поддерживая тезис, что «животное и человек являются биохимической фотографией почвы», А. В. Петербургский призывал строго дифференцированно дополнять микроэлементами главные минеральные удобрения с учётом свойства почвы и потребностей различных культур и не гнаться только за повышением урожайности. Был сторонником комплексного подхода к формированию критерия правильности применения удобрений на основе проведения полевых опытов, использования химических методов контроля содержания питательных веществ в почве и надземных частях растений, а также, методов визуальной диагностики минерального питания растений по изменению окраски его листьев. Он писал в предисловии к сборнику статей «Признаки голодания растений»: «Мечта агронома, физиолога растений и агрохимика — научиться по внешнему вида растения судить о нуждаемости его в том или ином веществе, необходимом для питания».
В конце 1960-х годов профессор А. В. Петербургский вместе с  академиком ВАСХНИЛ И. И. Синягиным представляли интересы СССР в  комитете Международного центра по минеральным удобрениям CIEC (фр. Centre International des Engrais Chimiques), Швейцария.

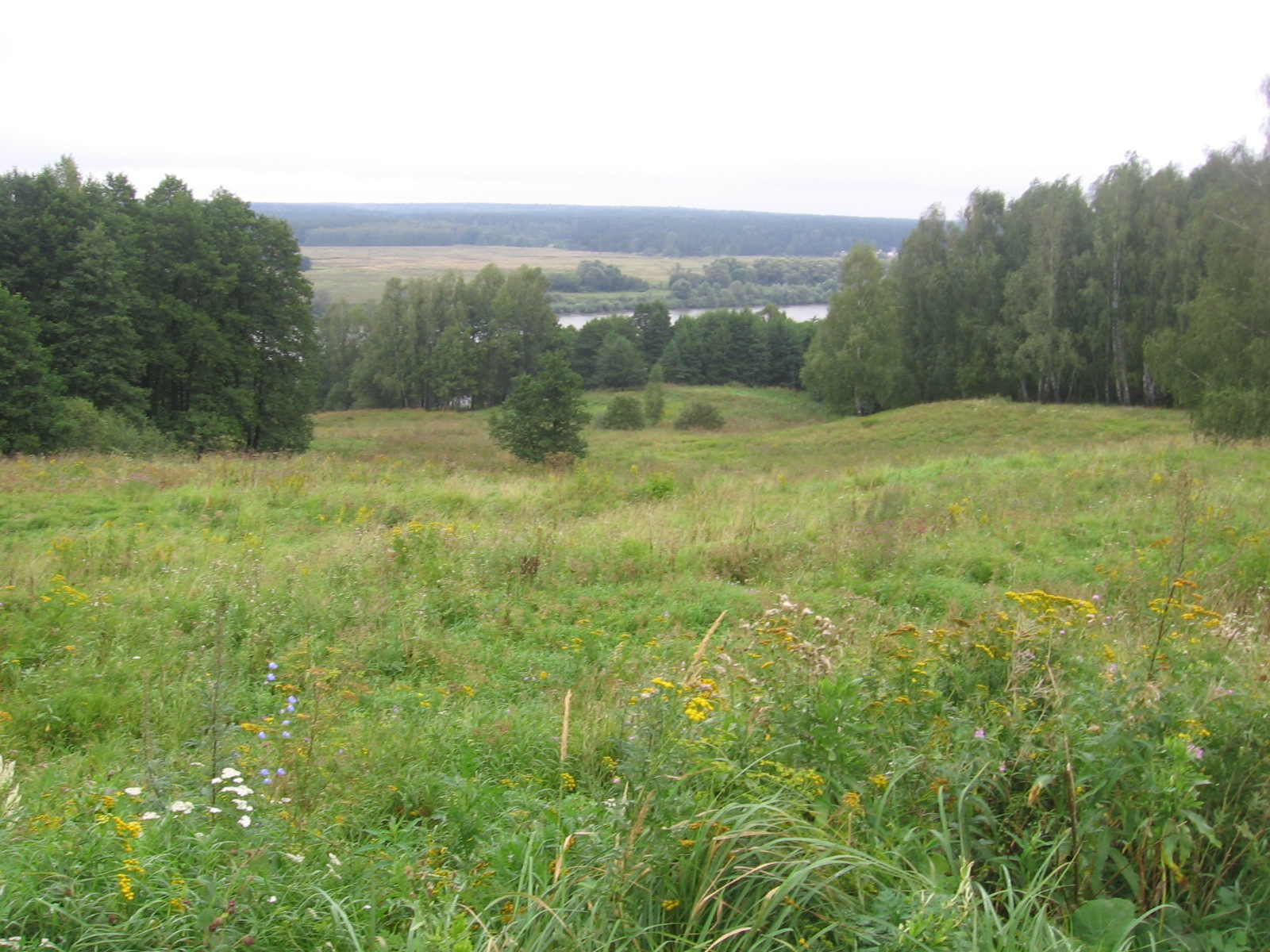
Вид на Оку
близ города Пущино

С 1971 году возглавлял лабораторию баланса питательных веществ в земледелии в Институте агрохимии и почвоведения АН СССР в г. Пущино.
Руководил диссертационными работами нескольких десятков аспирантов и докторантов. Опубликовал большое число научных работ по различным аспектам агрохимии и почвоведения, в том числе две монографии «Корневое питание растений» (1957) и «Обменное поглощение в почве и усвоение растениями питательных веществ» (1959). Некоторые его труды переведены и изданы в других странах. Неоднократно участвовал в международных конференциях и конгрессах, причем доклады читал на официальном языке мероприятия.

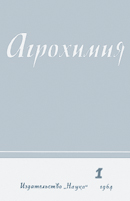
Первый номер журнала «Агрохимия»

А. В. Петербургский входил в состав первой редколлегии основанного в 1964 г. журнала «Агрохимия», идея создания которого принадлежала академику Д. Н. Прянишникову. Создание периодического научного издания по фундаментальным проблемам агрохимии стало возможным только после падения лысенковщины. Время выхода журнала совпало с развертыванием государственной программы по химизации сельскохозяйственного производства. На страницах журнала публиковали работы выдающиеся ученые, продолжатели школы Д. Н. Прянишникова. Эти работы стали впоследствии основополагающими в развитии новых направлений исследований.
Безукоризненная честность и принципиальность заслуженного деятеля науки РСФСР, профессора А. В. Петербургского проявлялась и в бескомпромиссной борьбе с плагиатом, несмотря на то, что среди «авторов» заимствованных научных текстов были крупные околонаучные администраторы и, даже, заместитель Госагропрома РСФСР.
Награждён орденами и медалями СССР и «Золотой медалью им. Д. Н. Прянишникова», учрежденной в 1962 г. и присуждаемой Президиумом АН СССР за лучшие работы в области питания растений и применения удобрений.
Умер в Москве 19 мая 1991 года.
В докладах международной научно-практической конференции «Сохранение и развитие агрохимического наследия академика Д. Н. Прянишникова в Сибири», состоявшейся в июле 2015 года в Кяхте, А. В. Петербургский был отмечен среди последователей Прянишникова, внёсших «значительный вклад в развитие агрохимии».

### Работы в области агрохимии
- Петербургский А., Горбунов Н., Дмитриев И. Планирование применения удобрений. — М., 1932.
- Петербургский А., Горбунов И., Дмитриев И. Агрохимслужба в свеклосовхозах. — М., 1932.
- Петербургский А. В. Агрохимия и урожай («Агрохимик» акад. Д. Н. Прянишникова). — М.: Вестник с.-х. литературы, 1941, № 5.
- Петербургский А. В. Практикум по агрохимии. — 1947. — 280 с.[~ 6]
- Петербургский А. В. Основные свойства почвы / Доц. А. Петербургский; Под общ. ред. И. А. Бенедиктова. — М.: Воениздат, 1948. — 64 с. — (Научно-популярная библиотека солдата и матроса).
- Шестаков А. Г., Гулякин И. В., Петербургский А. В. Питание растений и удобрение. — 1951.
- Петербургский А. В. Усвоение растениями калия и других ионов из адсорбированного состояния. — М., 1953.
- Петербургский А. В. О влиянии кислотности на растения. — М.: Почвоведение, 1955. — № 5. — С. 9.
- Петербургский А. В. Питание растений. — М.: Наука, 1956.
- Петербургский А. В. Советская научная школа в агрономической химии. — 1957.
- Петербургский А. В. Почва и растение. — 1957.
- Петербургский А. В. Корневое питание растений. — М.: Сельхозгиз, 1957. — 172 с.
- Петербургский А. В. Влияние малой доли извести и перегноя на поступление питательных веществ в растения и перегной на кислых почвах — // Почвоведение, 1957. — № 1
- Петербургский А. В. Сложные удобрения. — 1959
- Химия в сельском хозяйстве (ред.: Я. В. Пейве, А. В. Петербургский). — 1959.
- Петербургский А. В. Обменное поглощение в почве и усвоение растениями питательных веществ — М.: Высшая школа, 1959. — 250 с.
- Пособие для работников агрохимических лабораторий (ред. А. В. Петербургский). — 1961.
- Петербургский А. В., Постников А. В. Применение сложных удобрений — нитрофосок. — М.: Московский рабочий,1962. — 7 с.
- Петербургский А. В., Постников А. В.Новые эффективные удобрения. — М.: Московский рабочий, 1963. — 56 с.
- Петербургский А. В. Корневое питание растений. — М.: Россельхозиздат, 1964. — 254 с.
- Петербургский А. В. Как и чем питаются растения. — М.: Наука, 1964. — 184 с.
- Агрохимия / под ред. В. М. Клечковского и А. В. Петербургского — М.: Колос, 1964. — 527 с. (2-е изд., 1967, испр. и доп. — 583 с. 683)
- Петербургский А. В. О мировом производстве минеральных удобрений и применении их в зарубежных странах. — 1964.
- Петербургский А. В. Агрономическая химия. Удобрения и урожай / Пластинка с записью лекции — М.: Общество «Знание» - Мелодия, 1964. - Д—14431-2.
- Удобрения. Производство и применение минеральных удобрений (пер. с англ. Т. Л. Чебанова; ред. и предисл. А. В. Петербургский) — 1965.
- Петербургский А. В., Постников А. В. Комплексные минеральные удобрения : NPK в одной грануле — М. : Московский рабочий, 1966. — 128 с.
- Петербургский А. В., Постников А. В. Концентрированные минеральные удобрения — М. : Россельхозиздат, 1969. — 192 с.
- Петербургский А. В., Булаткин Г. А., Бирюков А. В., Шевцов Н. Д. Отзывчивость озимой пшеницы на удобрения в условиях выщелоченных черноземов. Известия ТСХА, 1972. — Вып. 1. — С. 82-89.
- Петербургский А. В., Смирнов П. М. Агрохимия : учебник для студ. агроном. спец. с.-х. вузов — 3-е изд., перераб. и доп. — М.: Колос, 1975. — 512 с.
- Петербургский А. В. Агрохимия комплексных удобрений. — М.: Наука, 1975. — 231 с.
- Известкование кислых почв /ред. Н. С. Авдонин, А. В. Петербургский, С. Г. Шедеров — 1976.
- Петербургский А. В. Новые исследования, посвященные калию в земледелии // Химизация сельского хозяйства, 1988. — № 4. — С. 77-78.
- Петербургский А. В. Круговорот и баланс питательных веществ в земледелии. — М.: Наука, 1979. — 168 с.
- Петербургский А. В. Основы агрохимии. — М.: Просвещение, 1979.
- Петербургский А. В. Фосфор в почве и фосфатное питание растений — Пущино,: АН СССР, 1980. — с. 9-11.
- Петербургский А. В. Агрохимия и физиология питания растений — М.: Россельхозиздат, 1981, изд. 2-е, перераб. — 184 с.
- Петербургский А. В., Ягодин Б. А. и др. Агрохимия : учебники и учеб. пособия для высших с.-х. учеб. заведений — М.: Колос, 1982. — 574 с.
- Палавеев Т., Тотев Т. Кислотность почв и методы её устранения / пер. с болг. Е. И. Григорьев, А. П. Смирнов; ред. А. В. Петербургский — 1983.
- Никитишен В. И., Петербургский А. В. Агрохимические основы эффективного применения удобрений в интенсивном земледелии — М. : Наука, 1984. — 214 с.
- Петербургский А. В. Почва, удобрения и урожай. — М.: Знание, 1985. — 64 с.
- Петербургский А. В., Смирнов А. П. Минеральные удобрения — М.: Росагропромиздат, 1989. — 95 с.
- Петербургский А. В. Агрохимия и успехи современного земледелия. — М.: АН СССР, Научный центр биологических исследований. Институт почвоведения и фотосинтеза. — 1989. — 221 с.

### О жизни и деятельности Д. Н. Прянишникова
- Петербургский А. В  Д. Н. Прянишников — основатель и руководитель советской агрохимии. (К 50-летию научн. пед. и обществ, деят.) — Известия АН СССР: Биология, 1939. — № 6. — С. 1116—1119.
- Петербургский А. В. Дмитрий Николаевич Прянишников [К присуждению звания Героя Соц. труда] — «Совхозная газета», 1945, 16 июня.
- Петербургский А. В. Ученый, педагог, агроном — Газета «Социалистическое земледелие», 1945, 10 ноября.
- Peterburgcky A. Academician Prianjshnikov honored by world science on 80-th birth Anniversary — «Moscow news», 1945, 11 ноября.
- Петербургский А. В. Памяти замечательного ученого Д. Н. Прянишникова.— Сахарная промышленность, 1948. — № 8. — С. 47—48.
- Петербургский А. В  Краткий очерк жизни и деятельности академика Д. Н. Прянишникова // Прянишников Д. Н. Избранные сочинения в 3 т. Т. 1. Агрохимия — М.: Сельхозгиз, 1952. — 692 с. — С. 12—28.
- Прянишников Д. Н. Избранные сочинения в 3 т. Т. 2 и 3 / Составители А. В. Петербургский и З. В. Логвинова — М.: Сельхозгиз, 1953. — Т.2. — 520 с. Т.3 — 688 с.
- Петербургский А. В. Основатель советской агрохимии. [К 90-летию со дня рождения Д. Н. Прянишникова] — Удобрения и урожай, 1956 — № 1. — С. 49—53.
- Петербургский А. В. Значение работ Д. Н. Прянишникова в развитии агрохимии // Прянишников Д. Н. Мои воспоминания — М.: Сельхозгиз, 1957. — 334 с. — С. 3—58.
- Петербургский А. В. Жизнь и деятельность Д. Н. Прянишникова // Дмитрий Николаевич Прянишников — М.: ТСХА, 1960. — 124 с. — С. 3-64.
- Петербургский А. В. Д. Н. Прянишников и его школа — М.: Сов. Россия, 1962. — 108 с.
- Петербургский А. В., Смирнов П. М. Дмитрий Николаевич Прянишников и его учение. — М.: Знание, 1962. — 46 с.
- Прянишников Д. Н. Избранные сочинения в 3 т. / Сост. и авт. вступ. статьи А. В. Петербургский — М.: Сельхозиздат, 1963. — 3 т. 2-е издание
- Петербургский А. В. Дмитрий Николаевич Прянишников. Основные вехи творческой жизни // Дмитрий Николаевич Прянишников. Жизнь и деятельность — М.: Наука, 1972. — 271 с.,- С. 11-30
- Петербургский А. В.  Классик агрономической химии. [К 120-летию со дня рождения академика Д. Н. Прянишникова] — Вестник Академии наук СССР, 1985. — № 10. — С. 126—135.

## Семья
По семейному преданию фамилия Петербургских произошла от перебравшегося из Петербурга в Белоруссию прадеда — кузнеца. В начале XX века семья жила в деревне Горщевщина (Кохановский район, Витебская область).

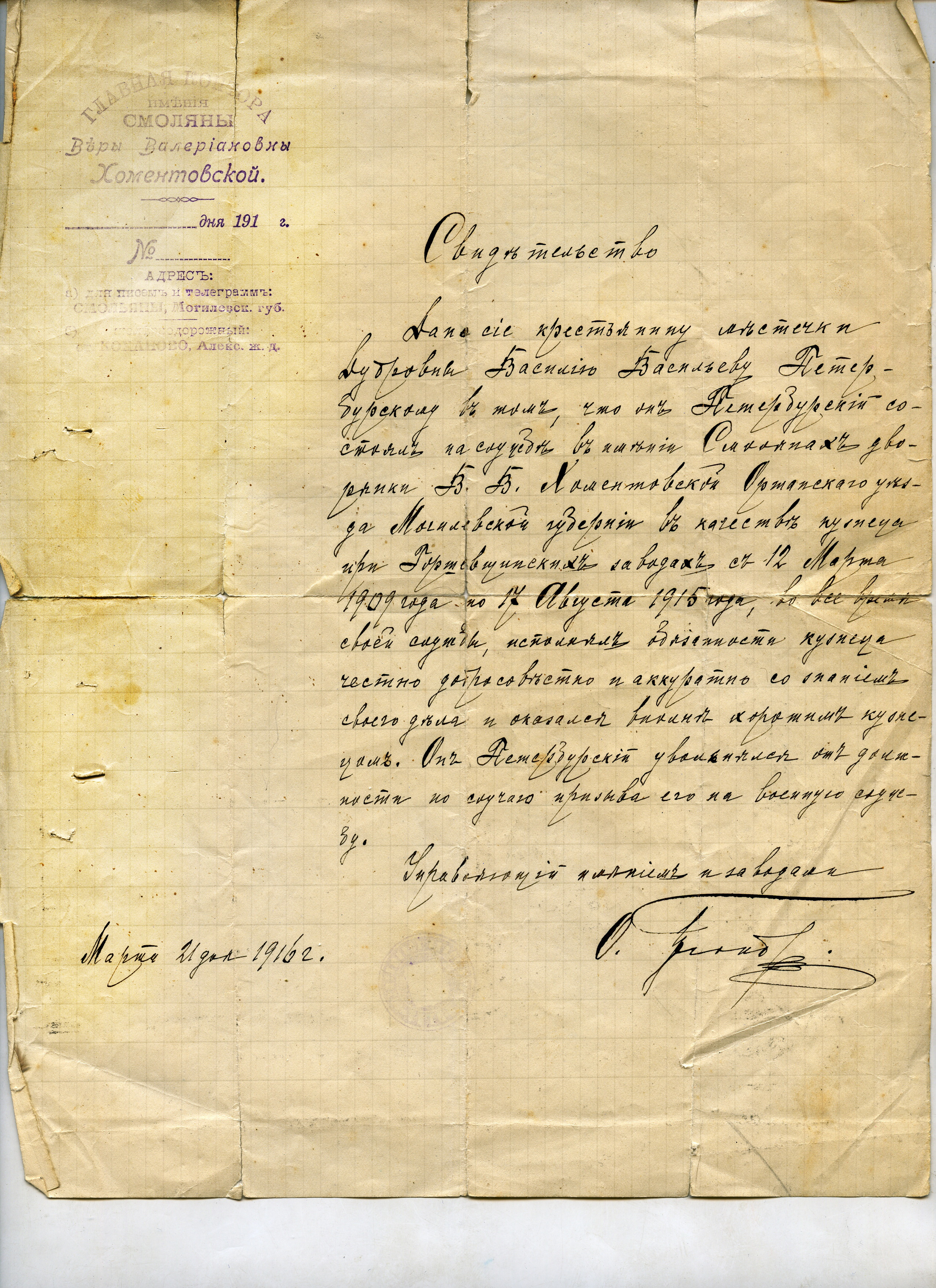
О кузнеце В. В. Петербургском

- Отец — Василий Васильевич Петербургский тоже служил кузнецом при горщевщинских заводах имения Смольяны, принадлежавшего известной дворянской семье Хоментовских. В 1915 году во время первой мировой войны был призван в армию. После возвращения домой с фронта, умер в 1918 году от испанки.
- Мать — Пелагея Яковлевна (в девичестве Гончарова; 20.05.1885 — 07.09.1954) — служащая в конторе винокуренного[33] завода в Толочинском районе Витебской области. С конца 1920 гг. жила в Москве. Похоронена на Головинском кладбище.

В семье было шесть детей:
- Вера Васильевна (? — ~ 1909, умерла в возрасте ~ 6 лет).
- Александр Васильевич (11.09.1904 — 19.05.1991) — в дни обороны Москвы 1941 г. добровольцем записался в народное ополчение. Как члена партии и агрохимика по специальности, его назначили военкомом 346-й отдельной роты химической защиты 17-й Московской стрелковой дивизии народного ополчения[34]. В начале октября 1941 г. дивизия попала в окружение в районе г. Спас-Деменска Калужской области. Вместе с оставшимися в живых бойцами роты вышел в расположение частей Советской армии в районе г. Малоярославца. После продолжительного лечения в конце января 1942 г. был демобилизован по состоянию здоровья[~ 8][~ 9]. Похоронен в Москве на Домодедовском кладбище.
- Петр Васильевич (22.08.1908 — ~ 1989) — ведущий конструктор систем в проектах истребителей МиГ. Его жена — Замфирова Нэта Замфировна, болгарка — дочь соратника лидера Болгарской компартии Г. Димитрова — Замфира Попова[35][36][~ 10]. Похоронены в Софии.
- Раиса Васильевна (20.08.1911 — 21.08.2003) — много лет проработала инженером-проектировщиком во Всесоюзном научно-исследовательском институте сельскохозяйственного машиностроения (ВИСХОМ)[37]. Похоронена в Москве на Миусском кладбище.
- Николай Васильевич (03.08.1913 — 08.04.2001) — капитан 2 ранга, владел японским языком, участник войны с Японией 1945 г.[38] Преподавал в школе связи Тихоокеанского ВМФ СССР на острове Русский (Владивосток). Похоронен в Москве на Головинском кладбище.
- Зиновия (Зинаида) Васильевна (в замужестве Фукс[39]), 23.10.1915 — 23.09.1995) — инженер-связист, преподаватель и переводчик[27] с английского языка. Работала на предприятиях оборонной промышленности. Награждена медалью «За победу над Германией в Великой Отечественной войне 1941—1945 гг.» Похоронена в Москве на Алексеевском кладбище.

## Память
Петербургский А. В. - Беседа об агрохимии, удобрениях, урожае
24-25 октября 2019 года в Москве состоялась международная научная конференция молодых учёных агрохимиков и экологов, посвящённая 115-летию со дня рождения профессора А. В. Петербургского.